# Chiloglanis fasciatus
Chiloglanis fasciatus är en fiskart som beskrevs av Pellegrin, 1936. Chiloglanis fasciatus ingår i släktet Chiloglanis och familjen Mochokidae. IUCN kategoriserar arten globalt som livskraftig. Inga underarter finns listade i Catalogue of Life.